# Pleuraphodius ratnapurensis
Pleuraphodius ratnapurensis är en skalbaggsart som beskrevs av Zdzisława Stebnicka 1988. Pleuraphodius ratnapurensis ingår i släktet Pleuraphodius och familjen Aphodiidae. Inga underarter finns listade i Catalogue of Life.